# آلفا رومئو مونترآل
آلفارومئو مونترئال (Alfa Romeo Montreal) خودرویی است که در سال‌های ۱۹۷۰–۱۹۷۷تولید شده‌است.
این خودرو در کلاس خودرو اسپورت قرار گرفته و طراحی آن خودروهای موتور جلو-محور عقب بوده است. سیستم جعبه‌دندهٔ آن ۵ دنده به صورت دستی است.